# Fiber to the x

Een schematische voorstelling van de FTTX-architectuur varianten m.b.t. de afstand tussen de glasvezel en de eindgebruiker. Het gebouw aan de linkerkant is het centrale gebouw, of knooppunt, het gebouw aan de rechterkant is een van de gebouwen die service afnemen van het centrale gebouw; de splitsing aan de rechterkant is een voorbeeld van de aanwezigheid van consumenten en zakelijk gebruik in hetzelfde gebouw

Fiber to the x (FTTX) is een generieke term voor elk type aansluiting dat gebaseerd is op glasvezel en dat toegepast wordt om bestaande koperen en coaxiale telecommunicatienetwerken geheel of gedeeltelijk te vervangen. De vier technieken, in volgorde van totaal bereik zijn:
- Fiber to the node / neighborhood (FTTN) / Fiber to the cabinet (FTTCab)
- Fiber to the curb (FTTC) / Fibre to the kerb (FTTK)[1]
- Fiber to the building (FTTB)
- Fiber to the home (FTTH)
- Fiber to the office (FTTO)

In de huidige toepassingen is het verschil tussen Fiber to the node en Fiber to the curb minimaal, waarbij de laatste dichter bij de klant is.
De ruimer gedefinieerde term fiber to the premises (FTTP) wordt gebruikt als het verschil tussen FTTH en/of FTTB niet relevant is of als het om een combinatie van beide gaat.
De term FTTO wordt gebruikt voor glasvezelaansluitingen op industrie- en bedrijfsterreinen. Voor een aansluiting op FTTO betaalt men een kleine vaste bijdrage voor de aansluiting op het glasnetwerk en een bedrag per dienst die men afneemt via deze verbinding.

## Techniek
De twee voornaamste technieken die gebruikt worden voor deze netwerken zijn VDSL2 (dat gebruikt wordt in FTTN, FTTC en in sommige FTTB-toepassingen) en passive optical network (PON) (in FTTH/FTTP en enkele FTTB-toepassingen).

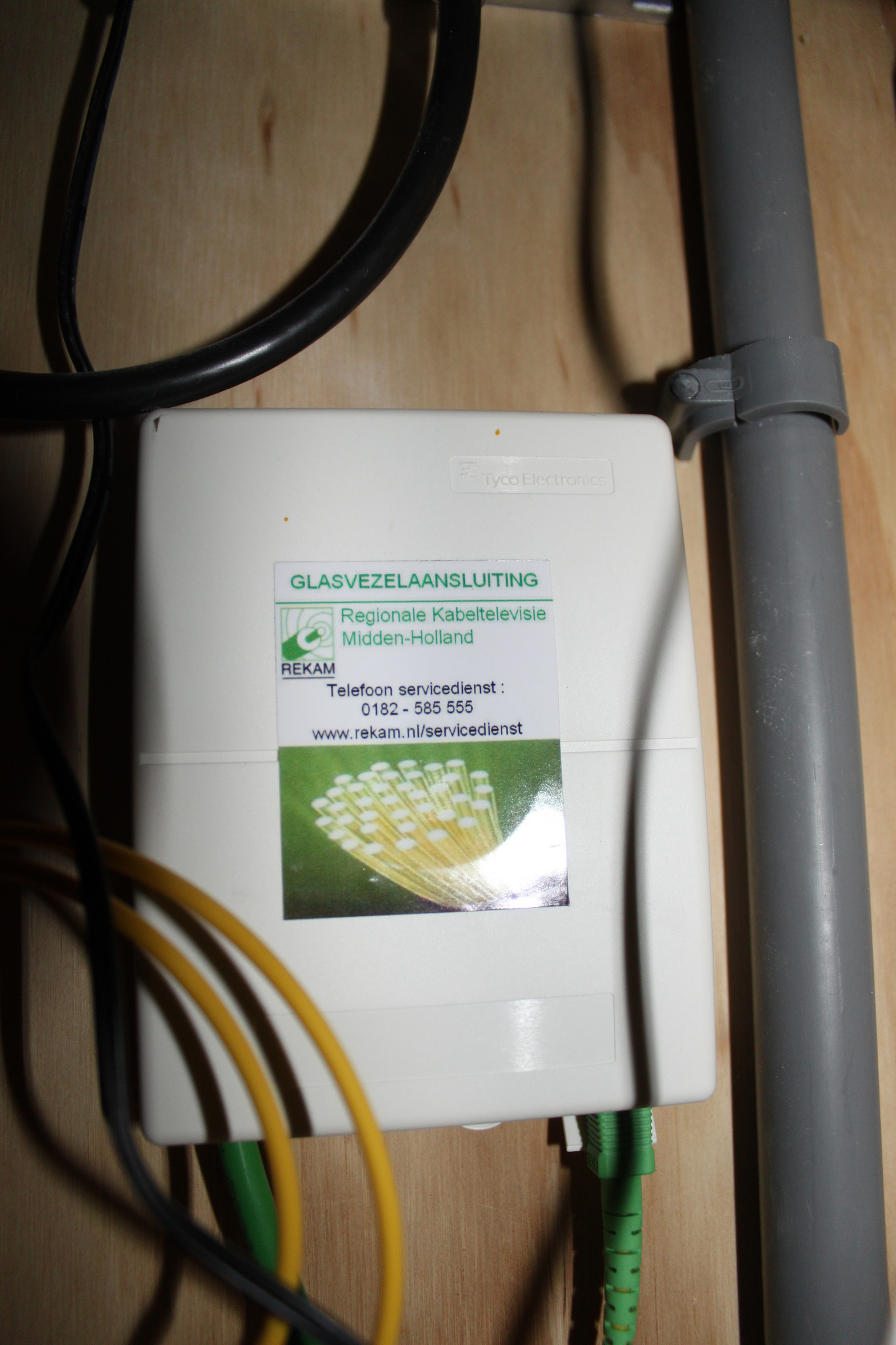
Fiber-to-the-home-aansluiting van REKAM in de Nederlandse stad Gouda